# 馮士仁
馮士仁（？—1645年），字允愚，號百井居士，四川夔州府梁山縣人，明末清初政治人物。同進士出身。

## 生平
天啓七年（1627年）丁卯科四川鄉試第七十七名舉人，崇禎七年（1634年），登甲戌科會試第九十六名，廷試三甲第四十六名進士，兵部觀政，本年八月授南直隶江阴县知县，十三年升兵部职方司主事，十四年升员外郎。十五年改任吏部考功司主事。
曾主持修纂《江阴县志》。据《明纪南略》卷九《江阴野史》载：“故令冯士仁，蜀人，寓居琉璜；乡兵起，有张姓以旧时被笞十五板，至持斧杀之。”

## 家族
曾祖馮永治，选贡生，廣西布政司照磨、乡宾；祖父馮成，贡生、平越府教授；父馮霖雨，庠生。母来氏。有养子冯之柱，侄子冯之笔。